# Phanos
Phanos (altgriechisch Φανός) ist eine Figur der griechischen Mythologie.
Er und seine Brüder Staphylos und Oinopion waren Söhne von Dionysos und Ariadne. Gemeinsam mit Staphylos nahm er an der Fahrt der Argonauten teil. 